# 瓜達盧皮塔 (新墨西哥州)
瓜達盧皮塔（英語：Guadalupita）是位於美國新墨西哥州莫拉縣的非建制地區。

## 歷史
瓜達盧皮塔的郵局自1879年營運至今。

## 地理
瓜達盧皮塔所處的海拔為高於海平面2306米（即7566英呎），而該地所採用的時區為UTC-7，即北美山地时区（MST）。同時該地設有夏令時間，為UTC-7調快一小時，即UTC-6（MDT）。